# EXistenZ
Pour plus de détails, voir Fiche technique et Distribution.
eXistenZ est un film britannico-franco-canadien de science-fiction réalisé par David Cronenberg et sorti en 1999.

## Synopsis
Dans un futur proche, les joueurs de jeux vidéo sont reliés à un monde virtuel grâce à une console appelée pod. Ce système se connecte directement au système nerveux du joueur via un bioport, un trou percé à la base du dos du joueur. La démonstration du tout dernier jeu d'Allegra Geller (Jennifer Jason Leigh) tourne au cauchemar par l'intervention des « Réalistes », un groupe de fanatiques opposés à la « technologisation » de l'être humain.

## Fiche technique
Sauf indication contraire, les informations mentionnées dans cette section peuvent être confirmées par la base de données cinématographiques IMDb,  présente dans la section « Liens externes ».
- Titre original et français : eXistenZ
- Réalisation et scénario : David Cronenberg
- Musique : Howard Shore
- Décors : Carol Spier
- Photographie : Peter Suschitzky
- Montage : Ronald Sanders
- Production : David Cronenberg, András Hámori, Robert Lantos, Bradley Adams, Damon Bryant et Michael MacDonald
- Sociétés de production : Alliance Atlantis Communications, Canadian Television Fund, Harold Greenberg Fund, TMN, Serendipity Point Films, Téléfilm Canada, Natural Nylon Entertainment, UGC
- Sociétés de distribution : Alliance Atlantis (États-Unis) ; UFD (France)
- Budget : 31 millions de dollars CAD
- Pays de production :  Canada,  Royaume-Uni,  France
- Langue originale : anglais
- Format : couleurs - 35 mm - 1,85:1 - Son Dolby Digital
- Genre : science-fiction, dystopie
- Durée : 96 minutes
- Dates de sortie :
  - Allemagne : 16 février 1999 (Berlinale)
  - France : 14 avril 1999
  - Canada /  États-Unis : 23 avril 1999
  - Royaume-Uni : 30 avril 1999
  - Belgique : 19 mai 1999
- Classification : 
  - États-Unis : « R for strong sci-fi violence and gore, and for language »
  - France : interdit aux moins de 12 ans

## Distribution
- Jennifer Jason Leigh (VF : Julie Dumas) : Allegra Geller
- Jude Law (VF : Ludovic Baugin) : Ted Pikul
- Ian Holm (VF : Yves Barsacq) : Kiri Vinokur
- Willem Dafoe (VF : Patrick Laplace) : Gas
- Don McKellar (VF : Maurice Decoster) : Yevgeny Nourish
- Callum Keith Rennie (VF : Daniel Kenighsberg) : Hugo Carlaw
- Christopher Eccleston (VF : Pierre Tessier) : Levi
- Sarah Polley : Merle
- Robert Silvermann (VF : Gilbert Lévy) : D'Arcy Nader
- Oscar Hsu (VF : Daniel Lafourcade) : le serveur du restaurant asiatique

## Distinctions

### Récompenses
- 1999 : Ours d'argent de la contribution artistique exceptionnelle pour David Cronenberg[4]
- 1999 : Silver Scream Award au Festival du film fantastique d'Amsterdam
- 2000 : Prix Génie du meilleur montage

### Nominations
- 2000 : Saturn Award du meilleur film de science-fiction
- 2000 : Chlotrudis Award du meilleur scénario
- 2000 : Prix Génie du meilleur film, prix Génie de la meilleure direction artistique pour Carol Spier et Elinor Rose Galbraith

## Graphie du titre
Le titre du film reprend celui du jeu fictif au centre de l'intrigue. Sa graphie particulière, « eXistenZ », mêlant capitales et bas-de-casse, est détaillée par un des personnages (Levi) au début du film : « eXistenZ. Écrit comme ça. Un seul mot. Petit “e”, “X” majuscule, “Z” majuscule. eXistenZ. C'est nouveau, ça vient d'Antenna Research et c'est ici... et maintenant. ».
Elle est expliquée par Mark Browning dans David Cronenberg: Author or filmmaker? : « Dans la scène d'ouverture (et de clôture) d’eXistenZ, Cronenberg démonte les traits paradoxaux du langage utilisé dans les présentations commerciales. En présentant le jeu, Levi écrit le mot eXistenZ sur un tableau noir en même temps qu'il le prononce et en insistant sur les lettres qui doivent être en majuscules. ». Les lettres isten, en minuscules au milieu du mot, signifient « Dieu » en hongrois.[réf. nécessaire]
Certains ouvrages ont adopté une graphie partiellement normalisée en rétablissant la majuscule initiale : EXistenZ.

## Produits dérivés
Une novélisation du film a été écrite par l'auteur de science-fiction Christopher Priest, spécialiste des réalités parallèles.

## Lectures et analyse

### eXistenZet la science-fiction
David Cronenberg considère eXistenZ comme étant son « film dickien »[réf. nécessaire], celui contenant le plus de thèmes proches de l’œuvre de Philip K. Dick. Il a d’ailleurs inclus une sorte d’hommage dans le film par le biais d'un sac en papier où est inscrit « Perky's Pat », en référence à la nouvelle The days of Perky Pat (1963), qui est (en partie) l'inspiration du roman Le Dieu venu du Centaure (The Three Stigmata of Palmer Eldritch, 1965). Le film illustre la réalité simulée, comme d'autres de l'époque : Matrix par exemple.
On peut y voir une critique du cyberpunk, plus notamment d'un de ses dérivés : le biopunk, ainsi que des univers virtuels.
Jude Law est déjà habitué à la science-fiction et la dystopie. Il jouait Jérôme Eugène Morrow dans Bienvenue à Gattaca deux ans auparavant. Dans le même registre, il jouera encore Gigolo Joe dans A.I. Intelligence artificielle au côté de Haley Joel Osment en 2001 et Remy dans Repo Men au côté de Forest Whitaker en 2010.

### Réel, virtuel et jeux
La trame du film est basée sur la confusion entre la réalité et la réalité virtuelle, que les personnages vivent hors et dans le jeu vidéo appelé eXistenZ, dont le but est tout simplement de vivre une aventure (à la manière d'un jeu d'aventure), dans un monde ultra-réaliste. Dans ce film, David Cronenberg donne une texture biologique aux objets technologiques : les consoles de jeu qui permettent de s'immerger dans le virtuel sont des sortes de fœtus, les connexions sont assurées par des cordons ombilicaux s'enfichant dans des orifices, les « bioports », créés au moyen d'une perforation de la colonne vertébrale en bas du dos. Alain Badiou affirme que dans le film, « « l'autre monde » est bâtard, conformément au génie de Cronenberg, qui vise toujours à greffer l'un sur l'autre des éléments ordinairement hétérogènes » (réel et virtuel, mécanique et biologique ici). Le thème de l'hybridation entre biologie et technologie est également présent dans autres œuvres de Cronenberg, par exemple Le Festin nu ou Vidéodrome.
David Cronenberg joue aussi avec les codes des jeux vidéo : personnages et actions stéréotypés, des boucles d'actions qui continuent jusqu'à ce que le joueur fasse le « bon choix » pour les débloquer. Mehdi Belhaj Kacem compare ces scènes nécessaires à la poursuite de l'intrigue, dans lesquelles le joueur n'a plus de choix réel, aux cinématiques des jeux vidéo.
Le film est déroutant au sens où le spectateur lui-même se perd dans la mise en abyme du monde virtuel, jusqu'à la chute finale. Les personnages principaux essayent de se connecter au monde virtuel d'« eXistenZ » et n'y arrivent que tardivement, sans que l'on sache vraiment s'ils entrent dans le jeu ou s'ils y sont déjà. Comme le dit Belhaj Kacem, « depuis le départ, le jeu a semblé ne vivre que de ce qui le menaçait, l'empêchait de commencer, d'avoir lieu, de continuer ». Cette impression est renforcée par la conspiration des « réalistes », les ennemis du virtuel, qui cherchent à détruire le jeu et ses moyens d'accès, ou bien qui utilisent le jeu et sont eux-mêmes virtuels. Badiou voit dans le terme « réalistes » une allusion à la philosophie (dans laquelle il existe un courant de pensée réaliste). Les réalistes condamnent moralement la fuite dans un imaginaire irréel que nous confondrions avec la réalité, voire nient que le virtuel ait une quelconque réalité (ils sont des « anti-deleuziens fanatiques »).

### La question de l'angoisse
eXistenZ fait l'objet de plusieurs analyses philosophiques et psychanalytiques, à partir des concepts de l'angoisse et des  pulsions.
Mehdi Belhaj Kacem voit dans le film une recherche constante de la cause de l'angoisse, cause pourtant introuvable. Il réutilise la définition de l'angoisse de Kierkegaard et Heidegger : une « peur » ou un « vertige » sans objet assignable, qui fait vaciller l'existence dans son ensemble. Le film ajoute une dimension nouvelle à l'affect de l'angoisse, la jouissance, dimension absente de deux genres de film qui traitent de cet affect : le cinéma réaliste et les films d'horreur. En effet, selon Belhaj Kacem, le cinéma « réaliste » classique réduit l'angoisse à ce qu'on pense qu'elle est dans la vie courante, à savoir une « psychofrigidité dépressive », un blocage existentiel et une souffrance pure. De l'autre côté, les films d'horreur cherchent à donner un objet à l'angoisse, donc à la ramener à une peur, afin de produire chez le spectateur une catharsis, une décharge des affects négatifs. Les films d'horreur jouent le rôle d'exutoire. Belhaj Kacem écrit :
« eXistenZ est peut-être le plus profondément scandaleux des films de Cronenberg : saisissant l'angoisse comme l'impossible saisie de son objet, la jouissance qu'il procure se confond avec l'entièreté de la forme qui donne forme à cette saisie. »
C'est le jeu qui transforme l'angoisse en jouissance, en quelque sorte le plaisir de ne pas savoir où on se trouve, si ce que l'on vit est réel ou non, réellement dangereux ou non. La pulsion, comme dans la scène d'érotisme entre Allegra et Ted, est artificiellement et esthétiquement créée dans le jeu, ce qui permet la jouissance de l'indétermination entre réel et virtuel ou mécanique et biologique, sur le mode fictionnel.
Jacques Brunet-Georget mobilise les concepts de Lacan pour analyser la scène « érotique » du film dans laquelle Allegra et Ted s'embrassent et s'enlacent comme malgré eux, pris dans une pulsion de jeu. Il écrit, à propos du branchement du pod de Ted dans son dos par Allegra :
« l'objet pénètre le sujet hors de son champ de vision, d'une façon qui semble menacer l'intégrité immédiatement sensible de son corps ; pourtant, Ted confesse ne rien sentir. L’angoisse demeure, à l'état diffus, à l’occasion d’un contact qui devient paradoxalement immatériel, mais qui aura suscité une vision d’horreur fantasmée. »
La cause du désir, ici le bio-port, échappe à la « saisie représentative », comme l'objet a de Lacan.

### Technologie et condition humaine
Il existe dans le film un parallèle évident entre le jeu et la sexualité. Paul Munier interprète la pose du bioport sur le corps de Ted une initiation parodique à la sexualité. Les parties d'eXistenZ que Ted et Allegra font tous les deux semblent être vécues comme une relation sexuelle, mais une relation sexuelle paradoxale, dans la mesure où elle remplace la sexualité réelle. D'ailleurs, le goût pour le jeu relève plus chez Allegra de l'addiction que du désir sexuel. Paul Munier voit dans l'envie envahissante de jouer à eXistenZ une "maladie ludiquement transmissible". Le pod est alors pensé comme un parasite qui répand une maladie chez les joueurs, et manipule leur comportement dans le but de les inciter à jouer. Le jeu est finalement une sortie du monde et un délaissement du corps, et il atteint une dimension spirituelle. Paul Munier écrit : "le corps se réduira aux coordonnées spatio-temporelles qui inscrivent l'esprit dans le réel. Cette inscription demeure nécessaire, car il faut bien un point de jonction, une porte d'entrée dans l'univers virtuel. Il faut bien entrer en extase".